# 新竹州廳
新竹州廳為一處位於臺灣新竹市的衙署建築，日治時期為行政區劃新竹州的行政中心，現為中華民國臺灣省新竹市政府，當前登錄為國定古蹟。

## 歷史沿革

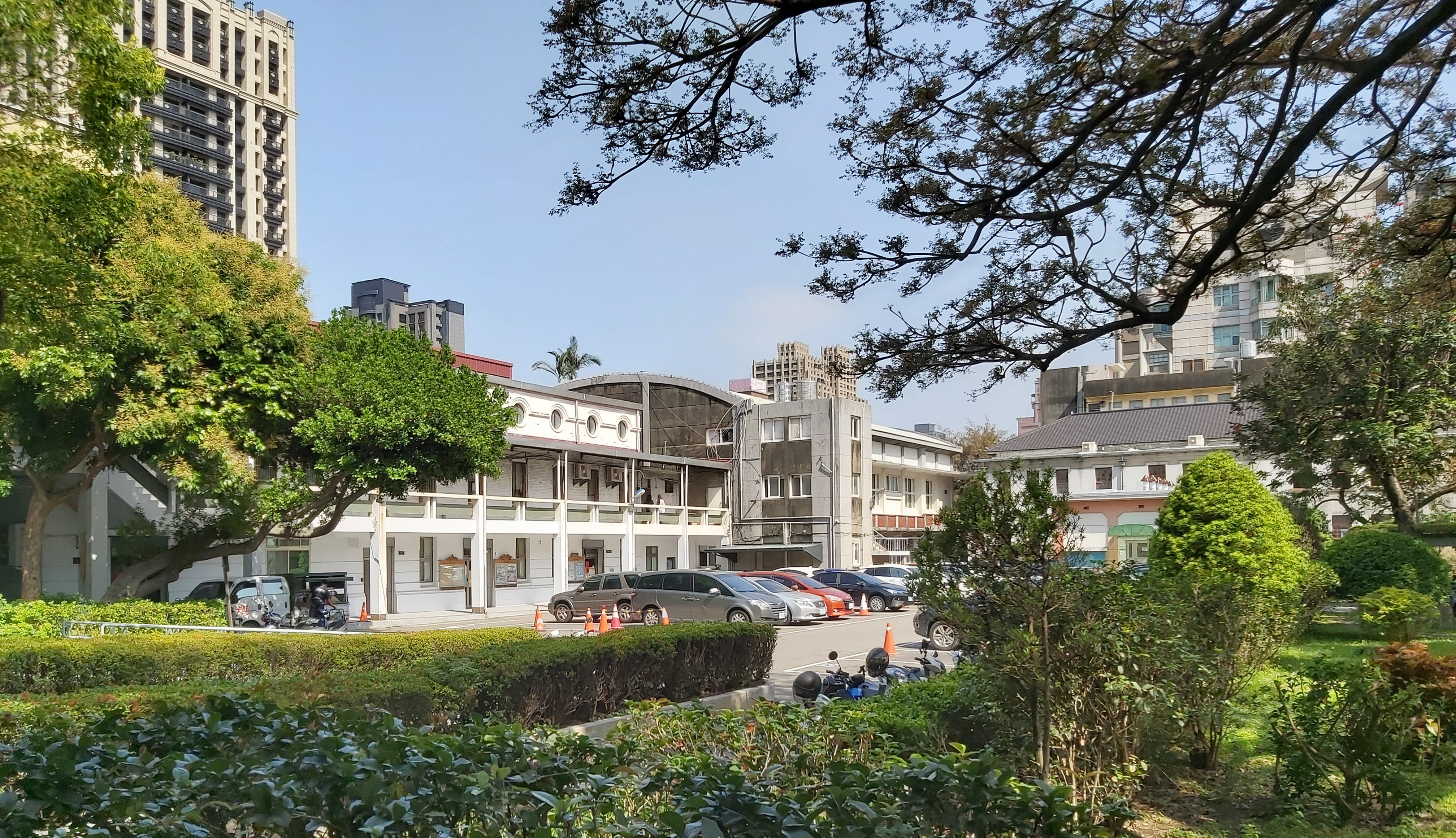
中庭

新竹州廳始建於1925年，1927年11月26日舉行上梁後啟用，1932年再擴建入口門廊部分。1945年12月1日新竹市政府成立，使用新竹州廳做為辦公大樓。1950年10月25日新竹縣、市合併，新竹縣政府由原桃園郡役所遷回新竹州廳辦公。1989年新竹縣政府遷至新竹縣竹北市，新竹州廳轉作新竹市政府辦公廳舍至今。
1998年6月23日，臺灣省政府依《文化資產保存法》第27條，將新竹州廳指定為省定古蹟。精省後《文資法》修法，改制為國定古蹟。1999年921大地震後建築部分受損，2000年開始進行古蹟修護工程，至2005年4月完工後恢復其舊貌。

## 建築
新竹州廳採西洋建築風格，為二層樓加強磚造建築物，地板與橫樑主要使用鐵筋混凝土，兩個坡式斜屋頂由木屋架組立而成，屋面材料使用日本黑瓦。